# آیریس جاراپ
آیریس ویدیاوانی جاراپ (هلندی: Iris Widiawatie Jharap؛ زادهٔ ۱ مهٔ ۱۹۷۰) بازیکن بازنشسته کریکت زن اهل سورینام است که عضو تیم ملی کریکیت زنان هلند می‌باشد. وی در جام جهانی ۲۰۰۰ زنان در حضور داشت. جاراپ نخستین بازی ملی خویش در تاریخ ۲۵ مارس ۱۹۹۹ در مقابل تیم ملی کریکت زنان سری‌لانکا انجام داد.